# Aliaksei Katkavets
Aliaksei Vasilievitch Katkavets (en biélorusse : Аляксей Васільевіч Каткавец), né le 7 juin 1998, est un athlète biélorusse spécialiste du lancer du javelot.

## Biographie
Médaillé d'argent aux championnats d'Europe juniors 2017 à Grosseto, il remporte le titre espoir de la Coupe d'Europe des lancers 2019. Lors de cette saison, il décroche la médaille de bronze des championnats d'Europe espoirs  à Gävle, et s'incline dès les qualifications lors des championnats du monde de Doha.
Il participe en 2021 aux Jeux olympiques de Tokyo où il se classe 6e de la finale avec un meilleur lancer mesuré à 83,71 m.
Le 8 février 2022, lors de la Coupe nationale des lancers longs à Minsk, il établit un nouveau record de Biélorussie avec 87,53 m.

## Palmarès
| Date | Compétition                   | Lieu     | Résultat | Marque  |
| ---- | ----------------------------- | -------- | -------- | ------- |
| 2017 | Championnats d'Europe juniors | Grosseto | 2e       | 76,91 m |
| 2019 | Championnats d'Europe espoirs | Gävle    | 3e       | 80,31 m |
| 2021 | Jeux olympiques               | Tokyo    | 6e       | 83,71 m |

## Records
| Épreuve           | Marque  | Lieu  | Date           |
| ----------------- | ------- | ----- | -------------- |
| Lancer du javelot | 87,53 m | Minsk | 8 février 2022 |